# Bernard Lecomte
Bernard Lecomte (ur. 22 listopada 1949 w Tunisie) – francuski dziennikarz, pisarz i wydawca.

## Życiorys
Ukończył slawistykę (filologia rosyjska i polska) w Narodowym Instytucie Języków i Cywilizacji Wschodnich (INALCO) - gdzie jego ojciec Gérard Lecomte był profesorem filologii arabskiej - i politologię w Instytucie Studiów Politycznych w Paryżu (Sciences Po).
Bernard Lecomte był m.in. szefem działu zagranicznego w „La Croix”, następnie przez dziesięć lat reporterem „L’Express”, ostatnio redaktorem naczelnym „Le Figaro Magazine” – jest jednym z najlepszych w swym kraju znawców tematyk Europy Środkowo-Wschodniej i Watykanu.
Przez dziesięć lat był przewodniczącym Stowarzyszenia Dziennikarzy „France–Russie”.
Opublikował też dwie powieści, których akcja toczy się częściowo w Europie Środkowo-Wschodniej: Nadia (1994) i Revue de presse (1997).
Od 1997 mieszka w Burgundii. Od 2005 do 2015 roku, był prezesem małego wydawnictwa Éditions de Bourgogne.

## Twórczość
- 1969: Lang'Zoo Story, École des Langues orientales
- 1978: Les Giscardiens, Albin Michel ISBN 978-2-226-00590-8
- 1990: L’Après-communisme de l’Atlantique à l’Oural, Robert Laffont ISBN 978-2-221-06920-2
- 1991: La vérité l’emportera toujours sur le mensonge. Comment le pape a vaincu le communisme, Jean-Claude Lattès ISBN 978-2-7096-1056-8
- 1993: Le Bunker. Vingt ans de relations franco-soviétiques, Jean-Claude Lattès ISBN 978-2-7096-1409-2
- 1994: Nadia, Éditions du Rocher ISBN 978-2-268-01808-9
- 1997: Revue de presse, Jean-Claude Lattès ISBN 978-2-7096-1755-0
- 2000: Dictionnaire politique du XXe siècle, Pré-aux-Clercs ISBN 978-2-84228-130-4
- 2003: Jean-Paul II, Gallimard (Nagroda Prix de littérature religieuse 2004) ISBN 978-2-07-075234-8
- 2004: Histoire illustrée de la Droite française, Pré-aux-Clercs ISBN 978-2-84228-130-4
- 2004: La Bourgogne, quelle histoire !, Éditions de Bourgogne, ISBN 978-2-902650-01-9 Burgundy, What A Story! po angielsku ISBN 978-2-914293-03-7
- 2005: Paris n’est pas la France, Jean-Claude Lattès ISBN 978-2-7096-2562-3
- 2005: Aux Bourguignons qui croient au ciel et à ceux qui n’y croient pas, rozmowa z bp. Minnerathem, Éditions de Bourgogne ISBN 978-2-902650-05-7
- 2006: Jean-Paul II, Folio-Gallimard, ISBN 978-2-07-032100-1
- 2006: Benoît XVI, le dernier pape européen, Perrin
- 2007: Le Pape qui fit chuter Lénine, CLD ISBN 978-2-85443-504-7
- 2007: Blog à part (Vous reprendrez bien un peu de campagne électorale ?), Éditions de Bourgogne ISBN 978-2-902650-10-1
- 2007: J'ai senti battre le cœur du monde rozmowa z kardynałem Roger Etchegaray, Fayard ISBN 978-2-213-63057-1
- 2009: Les Secrets du Vatican, Perrin ISBN 978-2-262-02416-1
- 2009: Il était une fois la Puisaye-Forterre, Éditions de Bourgogne ISBN 978-2-902650-16-3
- 2009: Pourquoi le pape a mauvaise presse, rozmowy z Marc Leboucher, Desclée de Brouwer ISBN 978-2-220-06142-9
- 2010: 100 photos pour comprendre Jean-Paul II, L’Éditeur ISBN 978-2-36201-018-7
- 2011: Les Secrets du Vatican, Tempus-Perrin ISBN 978-2-262-03504-4
- 2011: Benoît XVI, Perrin (drugie wydanie) ISBN 978-2-262-03603-4
- 2011: Le Roman des papes, Éditions du Rocher ISBN 978-2-268-07124-4
- 2012: Les Derniers Secrets du Vatican, Perrin ISBN 978-2-262-03410-8
- 2013: La Bourgogne pour les Nuls, Éditions First ISBN 978-2-7540-3959-8
- 2014: Gorbatchev, coll. "Pour l'Histoire", Perrin ISBN 978-2-262-03143-5
- 2016: Dictionnaire amoureux des Papes, Plon ISBN 978-2-259-22056-9
- 2016: Les Secrets du Kremlin, Perrin ISBN 978-2-262-04118-2
- 2017: L'histoire du communisme pour les Nuls, First ISBN 978-2-7540-6409-5
- 2018: Le Monde selon Jean-Paul II, Tallandier ISBN 979-102102860-9
- 2019: Le Pape qui a vaincu le communisme, Perrin-Tempus ISBN 978-2-262-08186-7
- 2019: J'ai senti battre le cœur du monde (Wspomnienia kardynała Etchegaraya), coll. Texto, Tallandier ISBN 979-102103655-0
- 2019: Tous les secrets du Vatican, Perrin ISBN 978-2-262-08208-6
- 2020:  KGB. La véritable histoire des services secrets soviétiques, Perrin ISBN 978-2-262-07635-1
- 2020: Jérusalem Magazine, an 0, Éditions du Cerf ISBN 978-2-204-14176-5
- 2021: Jérusalem Magazine, an 33, Éditions du Cerf ISBN 978-2-204-14372-1

po polsku
- Prawda zawsze zwycięży. Jak Papież pokonał komunizm (La vérité l’emportera toujours sur le mensonge. Comment le pape a vaincu le communisme), (Tłumaczenie: Elżbieta Teresa Sadowska), Warszawa, PWN, 1997 ISBN 83-01-12367-2, 2005, ISBN 83-01-14516-1
- Pasterz (Tytuł oryginalny: Jean-Paul II), (Tłumaczenie: Michał Romanek), Znak, 2006 ISBN 83-240-0637-0
- Tajemnice Watykanu (Tłumaczenie: Michał Romanek), Znak, Kraków 2010 ISBN 978-83-240-1389-0
- Nowe tajemnice Watykanu (Tłumaczenie: Monika Szewc-Osiecka), Znak, Kraków 2013 ISBN 978-83-240-2156-7